# Awakening (Star Trek)
Awakening is de 84e aflevering van Star Trek: Enterprise van 97 in totaal. Het verhaal gaat over Jonathan Archer en T'Pol, die in het kamp van de Syrrannites vastzitten; een groep die mogelijk verantwoordelijk is voor een terroristische aanslag op Vulcan.

## Verloop van de aflevering
Soval staat voor het Hoge Commando van Vulcan om verantwoording af te leggen voor zijn daden. Hij had eerder een mind meld uitgevoerd; iets dat niet is toegestaan. Hij verklaart dat hij verborgen had gehouden dat hij dit kon, zodat hij de planeet Vulcan op die manier het beste kon dienen. Hij vindt dat zijn verdiensten voor de planeet zijn misdaad overtreffen. V'las is het hier echter niet mee eens, en zegt dat, ondanks dat zijn dienstjaren indrukwekkend zijn, dat geen excuus voor misleiding kan zijn. V'Las stuurt Soval weg en beveelt hem alle vertrouwelijke informatie in zijn bezit terug te geven. Ook herinnert hij hem eraan dat zijn eed van loyaliteit nog steeds geldt.
Elders, in de woestijn De Smidse, blijkt dat de groep mensen die Jonathan Archer en T'Pol gevangen hadden genomen, de Syrrannites zijn, onder het bewind van T'Pau. Als T'Pol en Archer uitleggen dat zij bevriend waren geraakt met de overleden Arev terwijl ze door de woestijn reisden, worden ze schoorvoetend ontvangen. T'Pau verklaart ook dat Arev eigenlijk Syrran heette, en de leider van hun groep was.
Na een tijdje wordt T'Pol naar haar moeder gebracht. Hun discussie leidt nergens toe, omdat T'Pol niet begrijpt waarom haar moeder besloten heeft om bij deze groep te willen horen, die ze extremistisch vindt. Zelfs na de uitleg van T'Les houdt de propaganda van het Hoge Commando nog stand.
In zijn cel krijgt Archer een visioen over een oude Vulcaan. Als hij dit aan de Syrrannites vertelt gaan ze vermoeden dat Syrran zijn katra naar Archers geest heeft getransporteerd voor hij stierf. Dit wordt bevestigd na een mind meld tussen T'Pau en Archer. T'Pol blijft sceptisch, ook na deze feiten.
Een ritueel om de katra van Archer naar T'Pau te transporteren slaagt, maar Surak kiest ervoor om bij Archer te blijven, zeggend dat het de taak van de kapitein is om de langverloren Kir'Shara te vinden.
Ondertussen is V'Les niet succesvol gebleken om de USS Enterprise NX-01 uit een baan om Vulcan te krijgen. Daarom moet hij zijn plan om het kampement van de Syrrannites te bombarderen uitstellen.
Door een besluit om hun bemanningsleden niet achter te laten stuurt Trip Tucker Malcolm Reed en Travis Mayweather in een aangepaste shuttle richting de planeet, in een poging Archer en T'Pol te vinden. Ondanks Sovals hulp in het uitschakelen van een bewakingssatelliet worden ze ontdekt, en moeten ze de missie afbreken.
V'Las geeft een order aan Enterprise om meteen hun baan om de planeet te verlaten, zodat er geen getuigen van het bombardement zullen zijn. Tucker weigert dit, zelfs nadat admiraal Gardner dit ook doet. Als reactie stuurt V'Las drie sterrenschepen naar de Enterprise om het schip weg te jagen. Nadat ze het vuur openen, en de Enterprise lichte schade oploopt, raadt Soval aan om hun baan te verlaten, en het schip trekt zich terug.
Zodra de mensen weg zijn, begint het bombardement, waardoor de Syrrannites moeten vluchten. Archer, T'Pau en T'Pol blijven achter in een poging de Kir'Shara te vinden. Archer leidt ze door een gang en opent een deur naar de kamer waar de Kir'Shara bewaard wordt. Dan begint de aanval, en Archer en de twee vrouwen kunnen net op tijd vluchten. Eenmaal boven de grond zien ze hoe heel T'Karath (de naam van de schuilplaats) met de grond gelijk gemaakt wordt.
Trip Tucker is op de Enterprise, net als Soval. Daar zegt Soval dat Vulcan van plan is om Andoria aan te vallen, gebaseerd op geheime informatie die zegt dat de Andorianen Xindi technologie gebruiken om de Vulcans uit te schakelen. Tucker geeft de order zo snel mogelijk naar Andoria te gaan, tot verbazing van de bemanning.
(De aflevering gaat verder in Kir'Shara)

## Citaten
"I'm here to find the person who bombed the Earth embassy. Her name is T'Pau, and she looks a hell of a lot like you!"
"Ik ben hier om de persoon die de ambassade van Aarde vernietigd heeft te vinden. Ze heet T'Pau en ze lijkt precies op jou!"
- Jonathan Archer, tegen T'Pau, als ze elkaar voor het eerst tegenkomen.
"You have a lot to learn about Syrrannites."

"You have a lot to learn about Humans! We don't sit back and do nothing while our people are attacked."

"No, you traverse vast wastelands based on false information."

"Je hebt nog veel te leren over Syrrannites."
"Jij hebt nog veel te leren over mensen! We wachten niet af als onze mensen aangevallen worden."
"Nee, jullie reizen immense niemandslanden af, gebaseerd op valse informatie."
-T'Pau en Archer
"I've had my fill of mind melds."

"The prospect doesn't appeal to me, either. I've never melded with a Human before. Your... unchecked emotions will, no doubt, prove distasteful."
"Ik heb genoeg van mind melds."
"Het idee spreekt mij ook niet aan. Ik ben nooit eerder versmolten met een mens. Je... onbeheerste emoties zullen ongetwijfeld onsmakelijk blijken"
- Archer en T'Pau, voor ze probeert te bevestigen dat Archer de katra van Surak heeft.
"Mind if I ask you something? Why are you doing this? I never got the impression that you cared that much about Humans. Seems like... you were always finding something new to complain about."

"I lived on Earth for more than 30 years, Commander. In that time I developed an affinity for your world and its people."

"You did a pretty good job of hiding it."

"Thank you."
"Vind je het erg als ik iets vraag? Waarom doe je dit? Ik heb nooit de indruk gekregen dat je veel om mensen gaf. Het is alsof... je altijd weer wat nieuws wilde vinden om over te klagen."
"Ik heb meer dan 30 jaar op Aarde gewoond, overste. In die tijd heb ik een affiniteit voor jullie wereld en zijn inwoners gekregen."
"Je deed goed je best om het te verbergen!"
"Dank je."
- Commander Tucker en Ambassador Soval

## Achergrondinformatie
- John Billingsley als (Dr. Phlox) komt niet voor in deze aflevering.

- Dit is de laatste aflevering van de serie die Roxann Dawson heeft geregisseerd.

## Acteurs

### Hoofdrollen
- Scott Bakula als kapitein Jonathan Archer
- John Billingsley als dokter Phlox
- Jolene Blalock als overste T'Pol
- Dominic Keating als luitenant Malcolm Reed
- Anthony Montgomery als vaandrig Travis Mayweather
- Linda Park als vaandrig Hoshi Sato
- Connor Trinneer als overste Charles "Trip" Tucker III

### Gastacteurs
- Robert Foxworth als V'Las
- Gary Graham als Soval
- John Rubinstein als Kuvak
- Bruce Gray als Surak
- Kara Zediker als T'Pau
- Joanna Cassidy als T'Les

### Stuntdubbels
- Vince Deadrick, Jr. als stuntdubbel voor Scott Bakula
- Boni Yanagisawa als stuntdubbel voor Jolene Blalock